# Земля Кемпа
Земля Кемпа — узкая полоса территории Антарктиды, в том числе захватывает Берег Кемпа и простирается вглубь континента. Согласно территориальным притязаниям Австралии определяется как лежащая между 56° 25' восточной долготы и 59° 34' восточной долготы, и, как и в других секторах Антарктики, считается ограниченной параллелью 60° южной широты. На востоке она ограничена Землёй Мак-Робертсона и на западе Землёй Эндерби. Земля Кемпа включает в себя одну большую группу островов, en:Øygarden Group.
Максимальная высота Земли Кемпа составляет 3346 футов (1019,9 м) над уровнем моря.
Земля названа в честь Питера Кемпа, который, как сообщается, на бриге Магнет обнаружил её в 1833 году. В 1930 году экспедиция BANZARE
под руководством сэра Дугласа Моусона в «Дискавери» очертила береговую линию от соединения с Землей Эндерби до соединения с Землёй Мак-Робертсона. В 1936 году Берег был вновь исследован британским судном RRS William Scoresby.